# Escuela de Música de la Universidad de Cardiff
La Escuela de Música de la Universidad de Cardiff (en inglés: Cardiff University School of Music) es el departamento de música de la Universidad de Cardiff, que se encuentra -como su nombre indica- en la ciudad de Cardiff, en Gales, Reino Unido. Cuenta con alrededor de 240 estudiantes de pregrado y 40 estudiantes de postgrado. Fue uno de los primeros departamentos establecidos cuando se concedió a la Universidad de Cardiff su carta real en 1883.  En un Ejercicio de Evaluación en 2008, el 70% de la investigación de la Escuela fue juzgada como "internacionalmente excelente". El departamento mantiene estrechos vínculos con organizaciones tales como la Orquesta Nacional de la BBC de Gales y la ópera nacional de Gales.